# Reitbahn

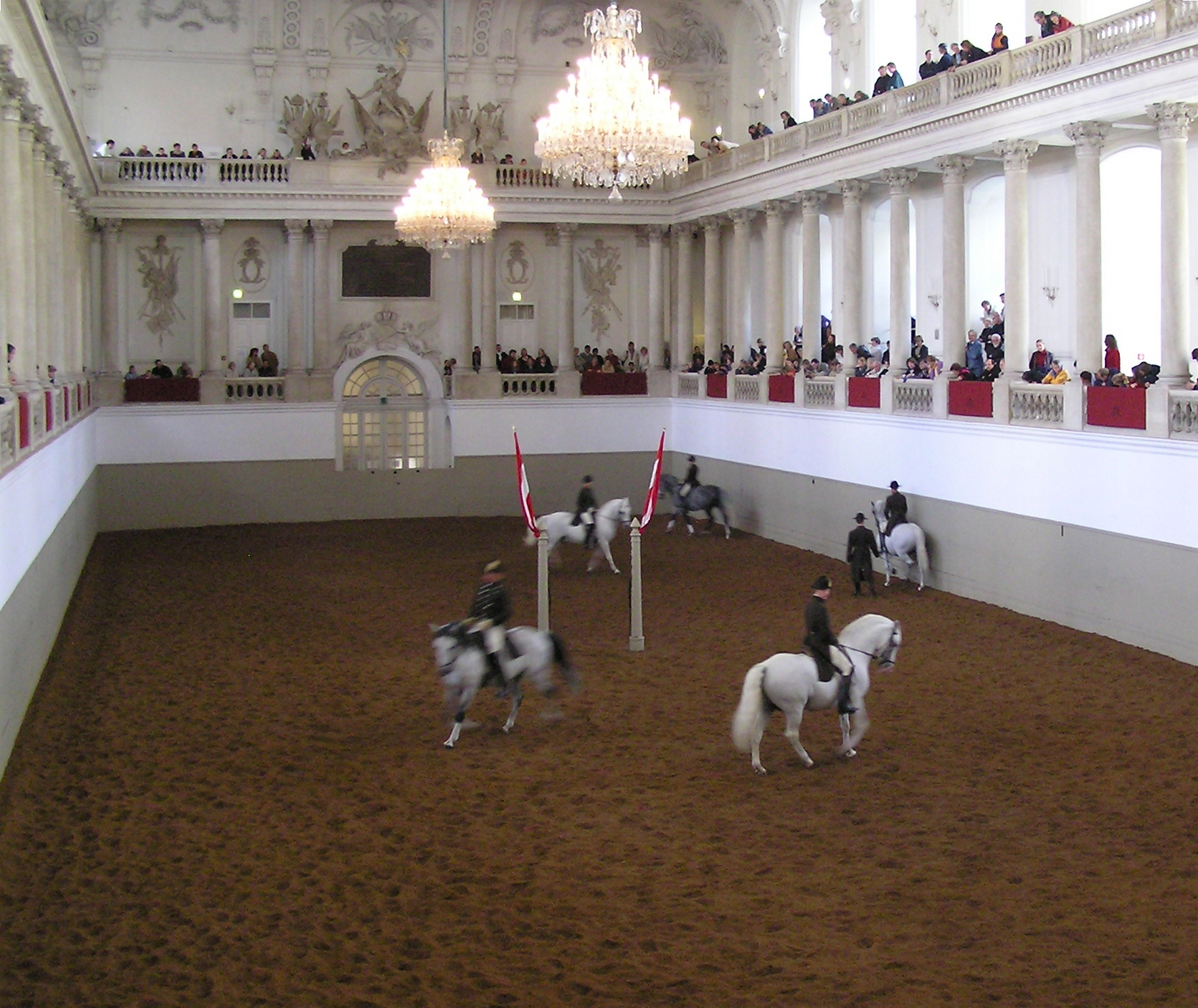
Reitbahn der Spanischen Hofreitschule in Wien

Reitbahn bezeichnet die Fläche in einer Reithalle, auf der geritten wird. 
Während klimabedingt Hallen in Nordeuropa geschlossene Gebäude sind, finden sich in Südeuropa häufig auch offene Reitbahnen, die lediglich den Reitplatz und ein Dach umfassen. Der Begriff Reitbahn bezeichnet einen zumeist rechteckigen, umgrenzten Platz zur Pferdeausbildung. Reitbahnen sind meist als freistehende Reithallen oder in Kombination mit Ställen als Teil einer Pferdesportanlage ausgeführt, können aber auch – wie bei der Spanischen Hofreitschule – in andere Gebäude integriert sein.

## Abmessungen

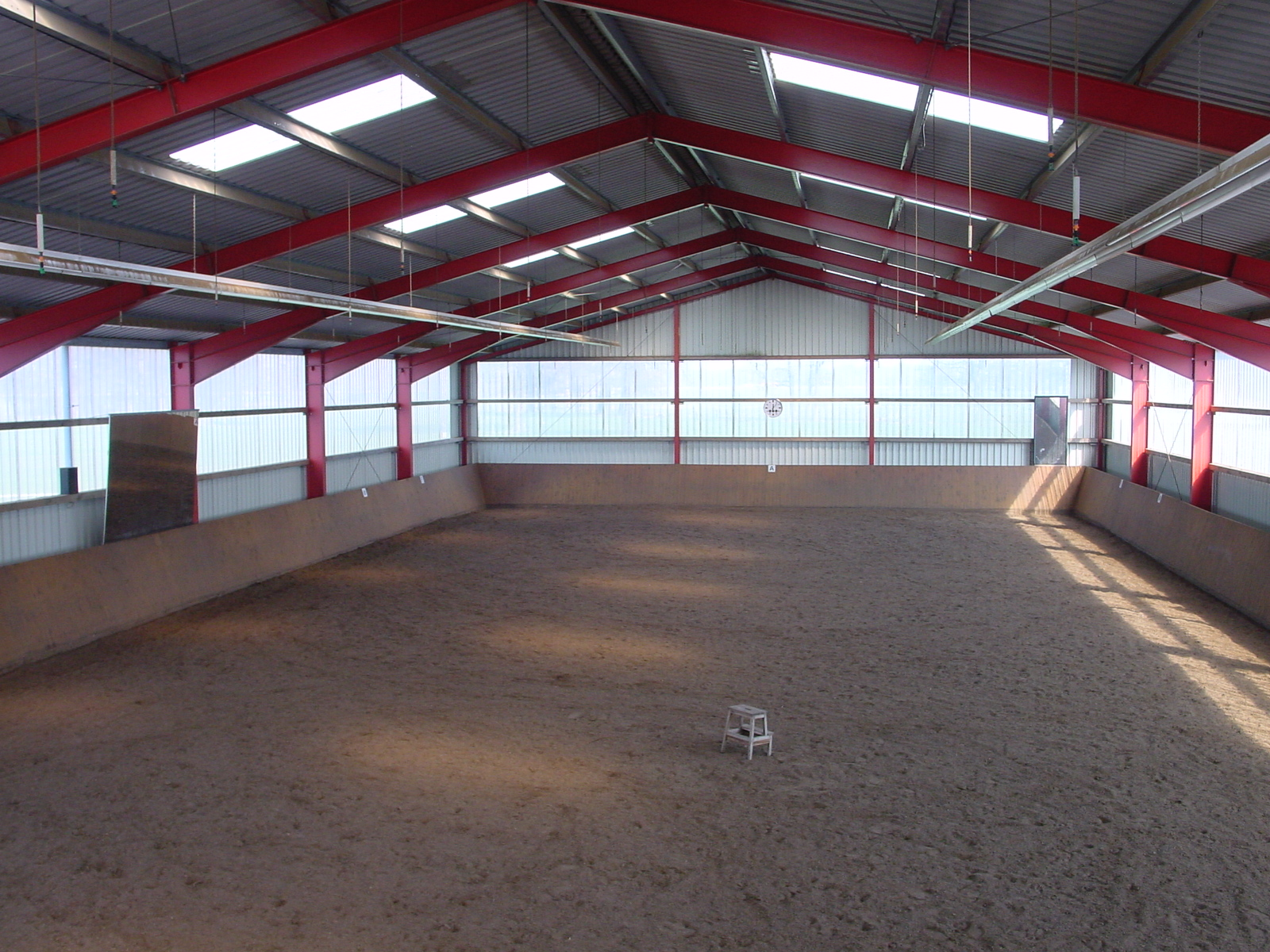
Reitbahn in einer Reithalle

Die Standardabmessungen von Reitbahnen sind heute üblicherweise 20 × 40 m, wobei früher auch kleinere Formate anzutreffen waren. Größere Hallen von 20 × 60 m gestatten die Durchführung von höheren Dressurprüfungen, solche von 25 × 50 bieten sich für Springturniere an.

## Begrenzung
Der Rand einer Reitbahn meist als schräge Bande realisiert, die aus Holz hergestellt ist. Ihre Neigung von etwa 10° gegenüber der Senkrechten soll verhindern, dass der Fuß des Reiters von der Wand erfasst und umgedreht werden kann. Die verwendeten Hölzer sollten möglichst dick sein, um ein Durchtreten durch ein Pferd zu verhindern. Banden können aus Platten oder parallel oder senkrecht zum Boden verlaufenden Brettern hergestellt werden. Die besten Banden sind aus Eichenbrettern, die parallel zum Boden laufen, hergestellt.

## Bodenbeschaffenheit
Der Boden (Tretschicht) einer Reitbahn muss rutschfest, saugfähig und federnd nachgiebig sein. Es bieten sich Mischungen aus Sand und Sägespänen an, allerdings finden sich auch Sand/Ledergemische oder Gummimischungen, beispielsweise aus geschredderten Autoreifen. Je nach Verwendungszweck weisen die Böden eine unterschiedliche Zusammensetzung auf. So sind Böden für Dressur im Allgemeinen weicher gefedert, während Springböden härter und rutschsicherer sind.

## Eingang
Reitbahnen weisen Türen in der Bande auf, durch welche die Reitbahn betreten und verlassen werden kann. Verschiedene Konstruktionen solcher Türen sind entwickelt worden, um auch im Türbereich die Neigung der Bande zu ermöglichen. Am besten haben sich nach außen öffnende Schwingtüren bewährt, da diese nur eine geringe Kraftanstrengung zum Öffnen erfordern und ihre eingenommene Position beibehalten. Eine alternative Türform ist eine nach innen zu öffnende Schiebetür mit Aufhängung über der Tür.
Wenn man die Halle betritt – also die Tür öffnet –, sollte man "Tür frei" rufen und ggf. auf die Antwort "Ist frei" warten, um einen Zusammenstoß mit anderen Reitern zu verhindern.

## Markierungen
Häufig sind an bestimmten Stellen der Reitbahn Markierungen, beispielsweise in Form von Buchstaben und Punkten angebracht, die zur Orientierung bei der Ausführung von Bahnfiguren dienen.

## Pflege
Zur Pflege des Bodens einer Reitbahn gehört das "Hufschlagmachen", bei dem auf der an der Bande entlanglaufenden Hufschlagseite aufgehäuftes Bodenmaterial von der Bande entfernt wird, das Eggen mit einer nicht zu tief gehenden Egge (zur Auflockerung und Federungsverbesserung), das Entfernen von Kot sowie im Sommer das Befeuchten zur Verminderung der Staubentwicklung zum Schutz der Pferde. Zur Bodenpflege können spezielle Reitbahnplaner verwendet werden.